# Даргов
Даргов (слч. Dargov) насељено је мјесто са административним статусом сеоске општине (слч. obec) у округу Требишов, у Кошичком крају, Словачка Република.

## Становништво
| Година:    | 1994. | 2004.   | 2014.    | 2024.   |
| ---------- | ----- | ------- | -------- | ------- |
| Број људи: | 539   | 541     | 608      | 636     |
| Разлика:   |       | +0,37 % | +12,38 % | +4,60 % |

| Година:    | 2023. | 2024.   |
| ---------- | ----- | ------- |
| Број људи: | 619   | 636     |
| Разлика:   |       | +2,74 % |

Према подацима о броју становника из 2011. године насеље је имало 591 становника.